# (12398) Pickhardt
(12398) Pickhardt es un asteroide que forma parte del cinturón de asteroides y fue descubierto el 25 de mayo de 1995 por el equipo del Spacewatch desde el Observatorio Nacional de Kitt Peak, Estados Unidos.

## Designación y nombre
Pickhardt recibió inicialmente la designación de 1995 KJ3.
Posteriormente, en 2002, se nombró en honor del geólogo alemán Wilhelm Pickhardt.

## Características orbitales
Pickhardt orbita a una distancia media de 2,163 ua del Sol, pudiendo alejarse hasta 2,442 ua y acercarse hasta 1,883 ua. Su inclinación orbital es 1,053 grados y la excentricidad 0,1291. Emplea en completar una órbita alrededor del Sol 1162 días. El movimiento de Pickhardt sobre el fondo estelar es de 0,3099 grados por día.

## Características físicas
La magnitud absoluta de Pickhardt es 15,8.